# تل گورستان نویه
تل قبرستان نویه مربوط به هزاره ۴ و ۳ قبل از میلاد است و در شهرستان بوانات، بخش سرچهان، دهستان سرچهان، ۳۰۰ متری غرب روستای نویه، سمت راست جاده فرعی آسفالته توجردی به قلات واقع شده و این اثر در تاریخ ۲۸ شهریور ۱۳۸۶ با شمارهٔ ثبت ۱۹۷۲۰ به‌عنوان یکی از آثار ملی ایران به ثبت رسیده است.